# English White terrier
O English White Terrier (em tradução livre: Terrier branco inglês) foi uma raça de cães, atualmente extinta, que originou-se na Grã-bretanha. Sua extinção deve-se principalmente a seus problemas genéticos relacionados a cor branca, o que fez sua popularidade com os criadores diminuir, até ser completamente extinto. Antes disso, as raças English White Terrier  e Old English Bulldog, também extinto, foram cruzadas dando origem a uma nova raça, chamada hoje de Bull Terrier. 
O English White Terrier também deu origem as raças Boston Terrier e ao Pit Bull.[carece de fontes?] Já o Old English Bulldog passou por diversas modificações, deixou de ser um dos famosos cães de combate, foi extinto, e deu origem ao moderno Buldogue Inglês e outras várias raças. 
A raça foi criada por James Hinks. 